# Birgit Ente
Birgit Ente (ur. 27 lipca 1988) – holenderska judoczka. Olimpijka z Londynu 2012, gdzie zajęła dziewiąte miejsce w wadze ekstralekkiej.
Siódma na mistrzostwach świata w 2009; uczestniczka zawodów w 2011, 2013 i 2015. Startowała w Pucharze Świata w latach 2005 i 2009−2016. Siódma na igrzyskach europejskich w 2015 roku.

## Letnie Igrzyska Olimpijskie 2012
| Konkurencja | Rundy eliminacyjne       | Klas. końcowa |
| Konkurencja | Przeciwnik I             | Miejsce       |
| ----------- | ------------------------ | ------------- |
| 48 kg       | Éva Csernoviczky (HUN) P | 9.            |